# Andy Lally
Andrew „Andy” Lally (ur. 11 lutego 1975 w Northport) – amerykański kierowca wyścigowy.

## Kariera
Lally rozpoczął karierę w międzynarodowych wyścigach samochodowych w 1995 roku od startów w SCCA National Championship Runoffs F440, gdzie został sklasyfikowany na osiemnastej pozycji. W późniejszych latach Amerykanin pojawiał się także w stawce SCCA National Championship Runoffs Formula Continental, USF2000 National Championship, Grand-Am Cup, Formuły Palmer Audi, Grand American Rolex Series, USF2000 American Continental Championship, Barber Dodge Pro Series, Atlantic Championship, American Le Mans Series, 24-godzinnego wyścigu Le Mans, NASCAR Truck Series, Grand-Am Koni Challenge, ARCA Series, NASCAR Busch Series, NASCAR Nationwide Series, NASCAR Sprint Cup Series, NASCAR Camping World Truck Series, Continental Tire Sports Car Challenge, NASCAR Sprint Showdown oraz United Sports Car Championship.

## Wyniki w 24h Le Mans
| Rok  | Zespół              | Partnerzy               | Samochód        | Klasa | Okr. | Poz. | Klasa Pos. |
| ---- | ------------------- | ----------------------- | --------------- | ----- | ---- | ---- | ---------- |
| 2005 | Miracle Motorsports | John Macaluso Ian James | Courage C65-AER | LMP2  | 115  | NU   | NU         |
| 2006 | Miracle Motorsports | John Macaluso Ian James | Courage C65-AER | LMP2  | 324  | 14   | 3          |